# Robert Edward Lee

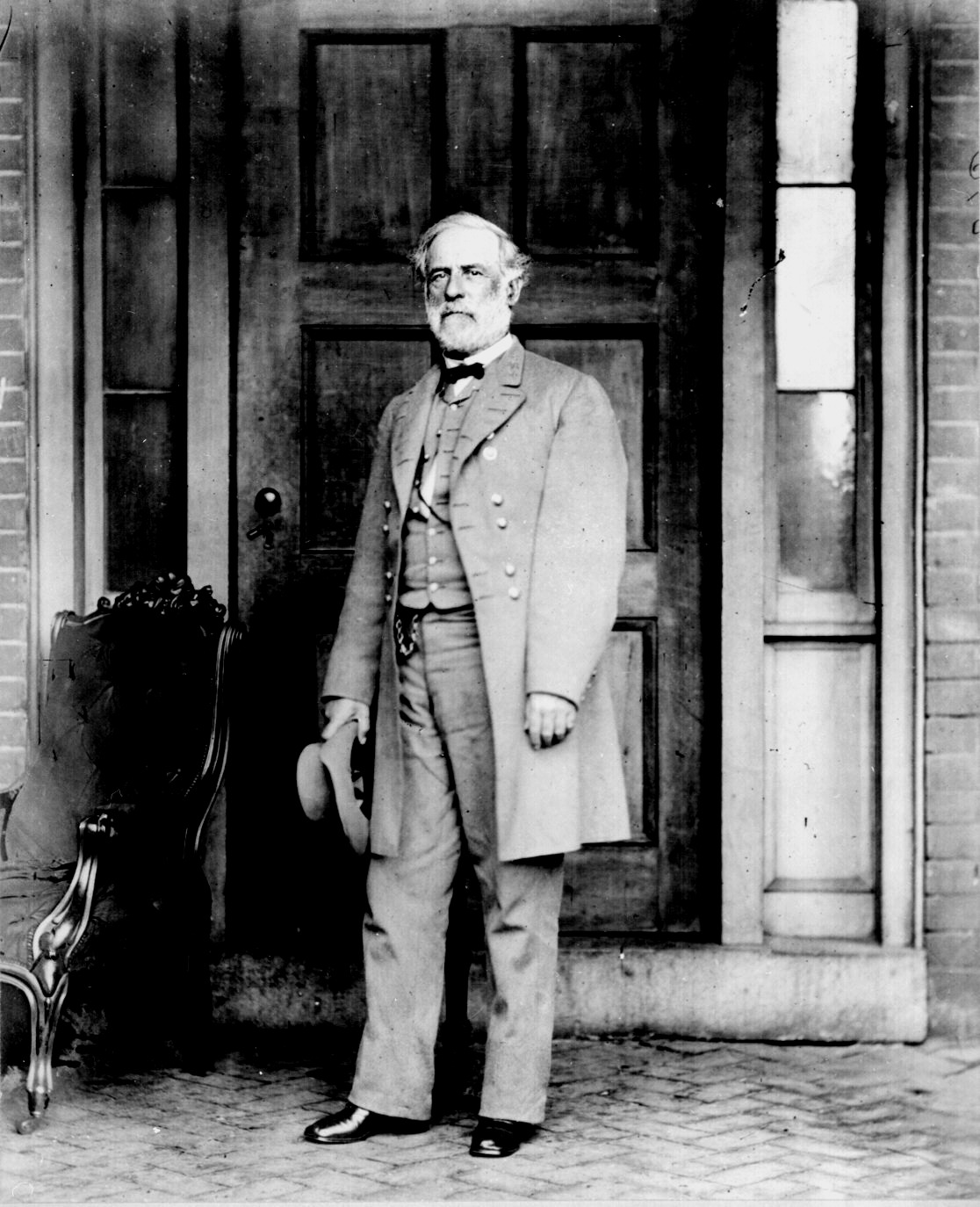
Generál Robert Edward Lee

Robert Edward Lee (19. ledna 1807, Stratford Hall, Virginie – 12. října 1870, Lexington, Virginie) byl americký generál, který se vyznamenal během amerického tažení proti Mexiku a zejména jako velitel konfederačních vojsk v americké občanské válce. Je považován za jednoho z nejlepších vojevůdců 19. století a mistra obranných a ústupových bojů.

## Doba dětství a studií
Narodil se 19. ledna 1807 v rodině generálmajora Henryho Leea, guvernéra státu Virginie a účastníka války amerických osad proti Velké Británii. Jeden z jeho předků, Edward Lee I., emigroval z anglického Shropshiru jako jeden z prvních anglických kolonistů do Virginie v roce 1639 a jeho prominentní rodina tak patřila na Jihu USA mezi vyšší střední vrstvu.
Jeho otec trpěl finančními problémy a byl uvězněn do věznice pro dlužníky. Brzo po jeho propuštění se rodina přestěhovala do Alexandrie ve Virginii, kvůli kvalitě škol a žijící rodině poblíž. V roce 1811 se jeho rodina i s šestiměsíčním dítětem, Mildred, přestěhovala do domu na Oronoco street.
Po otcově smrti, v době kdy mu bylo 11 let, ale rodina upadla do dluhů, proto vstoupil do vojenské školy v Alexandrii a později ve svých 17 letech na elitní vojenskou akademii ve West Pointu, kterou absolvoval v roce 1829.

## První válečné zkušenosti
Svoji vojenskou kariéru zahájil jako ženijní důstojník ve Fort Pulaski v Georgii. Následně sloužil na řadě míst a funkcí, kde měl většinou na starosti inženýrské práce při výstavbě pevností, silnic a vojenských zařízení. V roce 1831 se oženil s Mary Annou Custisovou, která byla pravnučkou Marthy Washingtonové, choti prvního amerického prezidenta. Se svou manželkou měl sedm dětí (děti se narodily v rozpětí let 1832 – 1846). První válečné zkušenosti získal v americko-mexické válce, kdy působil jako jeden z pobočníků vrchního velitele generála Winfielda Scotta. Po bitvě u Cerro Gordo byl v roce 1847 povýšen na majora a na konci tohoto válečného konfliktu dosáhl hodnosti podplukovníka.

## Velitel akademie West Point
Tři roky po skončení americko-mexické války byl pověřen velením posádce ve Fort Carroll v Baltimore. V roce 1852 se stal velitelem akademie ve West Pointu a v roce 1855 byl odvelen na hranici do Texasu, kde jako velitel 2. pluku kavalerie bojuje proti Apačům a Komančům.

## Plantážník
V roce 1852 zdědil po svém tchánovi plantáž v Arlingtonu a 63 otroků. Jaký vztah měl k otrokům a otrokářskému systému vůbec, zůstává dodnes předmětem diskuzí historiků. Na jedné straně panuje názor, že k tomuto problému nezaujímal žádné stanovisko a problém otroctví mu byl zcela lhostejný. Na druhé straně však existují důkazy, že se ke svým otrokům choval v některých případech krutě, když je nechal uvěznit za neposlušnost a údajně i bičovat. V dopise své manželce z 27. prosince 1856 Robert Lee píše:
Černoši se zde mají nesrovnatelně lépe než v Africe, morálně, sociálně a fyzicky. Tuhá disciplína, které jsou vystaveni, je nezbytná k jejich poučení jako rasy a doufám, že je to připraví a dovede k lepšímu životu. Jak dlouho toto jejich podmanění bude nutné, je známo a řízeno pouze moudrou a Milosrdnou Prozřetelností.

Šlo o hluboce věřícího člověka, který patřil k těm americkým křesťanům, kteří se domnívali, že osud černošských otroků je Božím rozhodnutím a bílí obyvatelé na tento osud nemají žádný vliv.

## Od Unie ke Konfederaci
V době vypuknutí konfliktu mezi Severem a Jihem USA přešla řada důstojníků ke Konfederaci. On sám jakožto jeden z nejlepších ženijních důstojníků Armády USA, byl ochoten zůstat v armádě Unie, ale jen za předpokladu, že jeho rodný stát Virginie zůstane součástí Unie. Vrchní velitel armády Unie, generál Winfield Scott, jej považoval za svého oblíbence i za nejschopnějšího důstojníka a svého nástupce. To sdělil také prezidentu Lincolnovi. Získal takovou důvěru, že se od generála Scotta dozvěděl veškeré plány, jak Unie hodlá postupovat v boji proti vojskům Konfederace. Ještě týden po vypuknutí bojů mezi oběma stranami setrvával po boku generála Scotta a dalších vojenských představitelů Unie a podrobně se tak seznámil se strategickou koncepcí postupu vojsk Unie i s jeho variantami. 18. dubna 1861 padl Fort Sumter a Lee poté odmítl nabídku na nejvyšší velitelský post Unie. O dva dny později odešel ze služeb ozbrojených sil Severu a 23. dubna 1861 převzal velení nad vojsky Konfederace, což byl pro vojenské velení Unie skutečný šok. V této funkci zůstal po celou dobu americké občanské války až do konečné bitvy u Appomattoxu, po níž 9. dubna 1865 podepsal kapitulační listinu.

## Po válce
Přestože byl nejvyšším polním velitelem poražené Jižanské armády, těšil se i nadále velké vážnosti a již v únoru 1866 byl předvolán na zasedání Společného kongresového výboru pro obnovu Jihu. V roce 1865 se stal ředitelem Washington College v Lexingtonu ve státě Virginie, kde zůstal jako pedagog až do své smrti. Zemřel 12. října 1870 a je pohřben pod kaplí, která nese jeho jméno a nachází se na akademické půdě univerzity, která rovněž nese jeho jméno – Washington and Lee University.

## Amnestie
Během války a po válce ztratil v rámci konfiskace část majetku (například panské sídlo Custis-Lee Mansion, na jehož pozemcích se dnes rozkládá Arlingtonský národní hřbitov) a také byl zbaven volebního práva. V roce 1865 tedy zažádal o amnestii, ale ta se dostala na stůl ministra Williama H. Sewarda, který o těchto záležitostech nerozhodoval. Když Lee neobdržel žádnou odpověď, domníval se, že mu amnestie nebyla udělena. Žádost byla znovu nalezena až o více než sto let později, v roce 1970, v americkém federálním archivu. Status občana USA mu byl uznán in memoriam v roce 1975 prezidentem Geraldem Fordem. Ve skutečnosti ale byla už v roce 1868 vyhlášena všeobecná amnestie, která se vztahovala i na něj osobně.

## Ocenění a zajímavosti
V současné době se na území USA nachází řada jeho soch a památníků, jeho jméno nesou parky, ulice, školy a univerzity. V roce 1929 byl vybrán do Síně slávy velkých Američanů na Bronx Community College, jeho podobizna ozdobila v roce 1955 poštovní známku a jeho dům Custis-Lee Mansion patří mezi americké národní památníky.
- V roce 1970 byl dokončen největší reliéf světa na Stone Mountain, který znázorňuje tři osobnosti Konfederace: Roberta E. Lee, Thomase J. Jacksona a Jeffersona Davise.
- Ve filmu Gods and Generals ztvárnil generálovu postavu herec Robert Duvall, který je jeho potomkem.
- Během II. světové války jeho jméno nesl americký tank M3 Lee, později jaderná ponorka USS Robert E. Lee (SSBN-601).
- Radnice New Orleans 20. května 2017 po 133 letech odstranila pomník generála Roberta E. Leeho, který byl posledním konfederačním památníkem ve městě.[6]